# Brachyntheisogryllacris bertrandi
Brachyntheisogryllacris bertrandi är en insektsart som först beskrevs av Bolívar, I. 1900.  Brachyntheisogryllacris bertrandi ingår i släktet Brachyntheisogryllacris och familjen Gryllacrididae. Inga underarter finns listade i Catalogue of Life.